# Commesse
Commesse è una serie televisiva italiana, trasmessa in prima visione su Rai 1 dal 1999 al 2002.

## Trama

### Prima stagione
Marta, Roberta, Fiorenza, Lucia, Paola e Romeo lavorano nella boutique romana della catena Jack Norton, i cui incassi non soddisfano i proprietari. Nonostante l'arrivo della nuova direttrice, Francesca Carraro, e il conseguente aumento del fatturato, la direzione centrale della catena decide di chiudere il negozio.
A questo punto le commesse, insieme a Francesca, decidono di rilevare l'esercizio commerciale: nasce quindi la boutique Les Girls.

### Seconda stagione
Dopo essere finite nelle mani degli usurai e dei racket, le commesse chiuderanno il negozio e faranno lavori diversi ognuna, dopodiché creeranno una nuova linea di indumenti e riapriranno bottega.
Ogni episodio delle due stagioni ha un protagonista, che viene approfondito e che dà il nome alla puntata, ma la narrazione segue le vicende di tutti i protagonisti.

## Produzione
La serie è stata ideata da Laura Toscano, il cui soggetto originale è incentrato sulle vicende di 5 commesse e 1 commesso, tutti impiegati in una boutique di alta moda. 
Il telefilm è prodotto da Immagine e cinema (azienda fondata e gestita da Edwige Fenech) e dalla struttura Rai Fiction.
La serie è diretta da Giorgio Capitani (per la prima stagione) e da José Maria Sanchez (per la seconda). Il cast principale è composto da Nancy Brilli, Sabrina Ferilli, Veronica Pivetti, Franco Castellano, Caterina Vertova e Anna Valle (nella prima stagione) e Caterina Deregibus (nella seconda stagione).

## Distribuzione
In Italia la serie è stata replicata frequentemente anche in prima serata, con un buon successo. La Rai si è occupata di distribuirla legalmente in streaming sui propri canali online, mentre nessun editore in Italia si è proposto per la pubblicazione home video. L'unico stato al mondo in cui la serie è stata pubblicata in DVD è curiosamente l'Australia da parte dell'editore Aztec Internal Entertainment col titolo "ShopGirls". I dischi sono provvisti dei sottotitoli in inglese e del solo audio originale italiano.
In quasi tutte le repliche italiane successive la serie è stata tagliata per adattarsi ai tempi televisivi dei palinsesti, a differenza dei DVD australiani che mantengono la versione estesa. La versione estesa è stata mantenuta anche da Rai Premium.

## Personaggi e interpreti
- Marta, interpretata da Sabrina Ferilli, è la madre di un bambino Down, sposata con Giancarlo, un geometra disoccupato. Valuta seriamente l'aborto quando rimane incinta per la seconda volta, ma alla fine rinuncia ai suoi propositi. Il marito viene arrestato per truffa, e Marta ha un flirt con l'avvocato di Giancarlo (Massimo Ghini), ma tronca la cosa sul nascere per restare accanto alla sua famiglia.
- Roberta, interpretata da Nancy Brilli, ha una relazione con l'ex direttore della boutique, interpretato da Ray Lovelock. Costretta a chiudere la relazione con l'uomo, quando questo decide di tornare dalla moglie, si innamora di Luca, un chirurgo interpretato da Lorenzo Ciompi.
- Fiorenza, interpretata da Veronica Pivetti, è una donna single estremamente goffa e insicura che vive ancora con i genitori, che cercano di sistemarla con un loro conoscente. Alla fine Fiorenza si decide a lasciare la casa paterna e a dividere un appartamento con Paola: conosce Gianni, un vicino, da cui si sente molto attratta ma, convinta che lui e Paola siano innamorati, non si fa avanti. Sarà Gianni a dichiararsi e a dissipare i dubbi di Fiorenza. Dopo la chiusura di Les Girls trova lavoro in un ipermercato insieme a Lucia ma è costretta a licenziarsi per le avance del suo capo. Dovrà anche affrontare la morte della madre e il cambiamento del padre che si deprime sempre di più, finché inizierà una affettuosa amicizia con Teresa. Fiorenza rimane incinta e rischia di avere un aborto spontaneo ma alla fine andrà tutto bene e la serie si conclude con la nascita del bimbo.
- Paola, interpretata da Anna Valle, oltre a lavorare come commessa è anche studentessa alla facoltà di Giurisprudenza e per arrotondare fa la baby sitter, l'attrice e la cubista, e dopo una serata di lavoro in discoteca viene stuprata; riuscirà a superare il trauma grazie alla vicinanza di Fiorenza e all'amore di Riccardo, un architetto conosciuto in negozio. Paola e Riccardo si trasferiranno negli Stati Uniti, e Paola venderà la sua quota di Les Girls ad Elisa.
- Romeo, interpretato da Franco Castellano, è omosessuale e convive con Antonio, pasticcere (Ruben Rigillo). Desidera diventare padre, e quando trova una bambina in un cassonetto (gettata lì dal protettore della madre che è una prostituta) fa di tutto per cercare di tenerla con sé ma alla fine permetterà alla madre di ricongiungersi con sua figlia; adotterà comunque un gatto nero, trovato anch'esso in un cassonetto. Chiuso Les Girls, Romeo trova lavoro presso un negozio di articoli religiosi, dove il proprietario tenta di far sposare Romeo con sua nipote per poter dare un cognome alla figlia che lei porta in grembo; ciò porta a una crisi con Antonio, ma alla fine Romeo rinuncia all'idea di sposarsi e di diventare padre e si riconcilia con il compagno.
- Lucia, interpretata da Elodie Treccani. Si sposa con Marco che la tradisce già dopo pochi mesi di matrimonio. Si allontana dal tetto coniugale, andando ad abitare con Fiorenza e Paola. Due anni più tardi Marco le chiede di tornare insieme, lei accetta ma lui si rivela geloso e violento. Lucia inizia così a bere e un giorno, in preda ai fumi dell'alcool, cade giù dal terrazzo e muore.
- Elisa, interpretata da Caterina Deregibus, è una ragazza di Milano, figlia di padre ignoto, che arriva a Roma sperando di chiudere i ponti con un passato decisamente ambiguo.
- Francesca, interpretata da Caterina Vertova, è la direttrice della boutique, separata, con un figlio tossicodipendente. Nel tentativo di rimediare ai problemi del figlio si innamora di un suo amico e inizia una storia col giovane. Entrerà in società con le commesse, aprendo tutte assieme il negozio Les Girls. Tuttavia gli affari non vanno come previsto e l'attività è costretta a chiudere. In preda alla disperazione, Francesca tornerà a lavorare per la Jack Norton. Questo segnerà una rottura definitiva con il resto del gruppo. Tuttavia, anche grazie a Francesca, la Jack Norton acquisirà per una cifra esorbitante il marchio "Commesse", creato da Marta, Roberta, Fiorenza, Romeo, Lucia ed Elisa.

## Episodi
| Stagione         | n° | Titolo                 | Prima TV       |
| ---------------- | -- | ---------------------- | -------------- |
| Prima stagione   | 1  | Marta                  | 12 aprile 1999 |
| Prima stagione   | 2  | Roberta                | 19 aprile 1999 |
| Prima stagione   | 3  | Fiorenza               | 26 aprile 1999 |
| Prima stagione   | 4  | Paola                  | 3 maggio 1999  |
| Prima stagione   | 5  | Romeo                  | 10 maggio 1999 |
| Prima stagione   | 6  | Francesca              | 17 maggio 1999 |
| Seconda stagione | 1  | Francesca e le altre   | 10 marzo 2002  |
| Seconda stagione | 2  | Compleanno di Marta    | n.d.           |
| Seconda stagione | 3  | Compleanno di Fiorenza | n.d.           |
| Seconda stagione | 4  | Compleanno di Elisa    | n.d.           |
| Seconda stagione | 5  | Compleanno di Romeo    | n.d.           |
| Seconda stagione | 6  | Compleanno di Roberta  | n.d.           |